# NGC 7244
NGC 7244 is een spiraalvormig sterrenstelsel in het sterrenbeeld Pegasus. Het hemelobject werd op 6 september 1872 ontdekt door de Franse astronoom Édouard Jean-Marie Stephan.

## Synoniemen
- MCG 3-56-21
- MK 303
- ZWG 451.25
- PGC 68468